# Veronica peduncularis
Veronica peduncularis es una planta de la familia Plantaginaceae.

## Descripción
Veronica peduncularis es una planta herbácea con suplentes, hojas simples, en rampante tallos. Las flores son de color azul y aparecen en primavera.
- Datos: Q2072643
- Multimedia: Veronica peduncularis / Q2072643
- Especies: Veronica peduncularis